# Börja om från början
Börja om från början, skriven av Rune Wallebom, är en låt framförd av gruppen Sven-Ingvars.
Melodin låg på Svensktoppen i 10 veckor mellan 10 april 1965 och 12 juni 1965 och hade bästa placeringen som etta. Melodin låg på Kvällstoppen i 21 veckor mellan 9 februari 1965 och 17 augusti 1965 och hade bästa placeringen som trea.

## Låttexten
Låten handlar om en känsla av att vilja börja om i livet efter att ha gått igenom svårigheter, berättad genom en pojke som heter Albert. I låten har Albert just träffat en flicka, blivit kär, men hon löste deras band "efter en vecka". Då fick han syn på henne när hon dansade med hans bror. På slutet av låten ger han "ett litet gott råd" att aldrig lita på flickor eftersom de aldrig kommer att vara tillfredsställda.